# Emmanuel Chabrier
Emmanuel Alexis Chabrier (Ambert, 18 de janeiro de 1841 – Paris, 13 de setembro de 1894) foi um compositor francês da era romântica.

## Biografia
Chabrier estudava piano como amador desde os seis anos de idade, e também mostrava-se muito habilidoso como compositor. Apesar disto, seu pai o fez estudar Direito. Começou a trabalhar no ministério francês do interior em 1862.
Fez sua primeira visita a Alemanha em 1879, acompanhado de Henri Duparc, onde assistiu a uma apresentação da obra Tristan und Isolde de Richard Wagner na cidade de Munique. Impressionado com a obra, decide se dedicar inteiramente música, pedindo demissão ao cargo que mantinha no Ministério do Interior em 1880.
No período em que estava trabalhando no ministério, Chabrier compôs suas primeiras óperas: L'Étoile, em 1877, e Une Éducation manquée, em 1879.
Juntamente com Vincent d'Indy, Henri Duparc e Gabriel Fauré, fundou o grupo conhecido como Le Petit Bayreuth. Também identificava-se muito com os pintores impressionistas.

## Obras

### Óperas
- L'étoile (1877)
- Une éducation manquée (1879)
- Gwendoline (1885, UA 1886)
- Le roi malgré lui (König wider Willen) (1887)
- Briséïs (1888-91, terminou apenas o primeiro ato)

### Obras para orquestra
- Lamento (1874)
- Larghetto para trompa e orquestra (1875)
- España (1883)
- Joyeuse marche (1888)
- Prélude pastorale (1888)
- Suite pastorale (1888, Bearbeitung von 4 Stücken aus den Pièces pittoresques für Klavier)

### Obras para piano
- Rêverie (1855)
- Julia. Walzer op.1 (1857)
- Le Scalp (1861)
- Souvenirs de Brunehaut. Walzer (1862)
- Marche des Cipayes (1863)
- Pas redoublé (Cortège burlesque) (1871)
- Suite de valses (1872)
- Impromptu C-Dur (1873)
- 10 Pièces pittoresques (1881)
- Trois valses romantiques para dois pianos (1883)
- Habanera (1885, também orquestrado)
- Souvenirs de Munich. Quadrille on Themes from Tristan und Isolde para piano a quatro mãos (1885-86)
- Bourrée fantasque (1891, também orquestrado)
- Cinq morceaux (póstuma)

### Canções
- 9 Canções (1862)
- Sérénade de Ruy Blas (1863)
- L'invitation au voyage (1870)
- Sommation irrespectueuse (1880)
- Tes yeux bleus (1883)
- Credo d'amour (1883)
- Chanson pour Jeanne (1886)
- 6 mélodies (1890)
- Lied. Nez au Vent (postum)

### Outras obras vocais
- Cocodette et Cocorico. Dueto cômico para duas vozes e orquestra (1877-79)
- Monsieur et Madame Orchestre. Dueto cômico para duas vozes e orquestra (1877-79)
- La sulamite. Scène lyrique para mezzo-soprano, coro feminino e orquestra (1884)
- Duo de l'ouvreuse de l'Opéra-Comique et de l'employé du Bon Marché (1888)
- Ode à la musique para soprano, coro feminino e orquestra (piano) (1890)